# 鹿勝川町
鹿勝川町（かかつがわちょう）は愛知県岡崎市の町名。丁番を持たない単独町名であり、39の小字が設置されている。

## 地理
岡崎市の中心部からやや南東に位置する。住宅地は町内を走る市道に沿って形成されその他は森林、農地になっている。

### 河川
- 鹿勝川

### 字
| - 字芋田（いもだ） - 字岩ケ入（いわがいり） - 字梅ノ木（うめのき） - 字大坪（おおつぼ） - 字岡田（おかだ） - 字加正（かしょう） - 字上仲田（かみなかだ） - 字栗峯（くりみね） - 字暮田（くれだ） - 字小沢（こさわ） - 字嶋（しま） - 字新切（しんきり） - 字新崎（しんざき） | - 字神田（じんでん） - 字善光（ぜんこう） - 字高畑（たかはた） - 字竹下（たけした） - 字玉沢（たまさわ） - 字太郎田（たろうだ） - 字辻（つじ） - 字百々（どうどう） - 字堂本（どうもと） - 字鳥井畷（とりいなわて） - 字仲田（なかだ） - 字仲屋（なかや） - 字西屋敷（にしやしき） | - 字二番度（にばんど） - 字野中（のなか） - 字半ノ木（はんのき） - 字広表（ひろおもて） - 字フキ田（ふきだ） - 字法付（ほうつき） - 字仏松（ほとけまつ） - 字盆次田（ぼんじだ） - 字前田（まえだ） - 字道下（みちした） - 字宮越（みやのこし） - 字向畑（むかいばた） - 字ヤゲ（やげ） |

## 世帯数と人口
2019年（令和元年）5月1日現在の世帯数と人口は以下の通りである。
| 町丁     | 世帯数  | 人口  |
| -------- | ------- | ----- |
| 鹿勝川町 | 155世帯 | 473人 |

### 人口の変遷
国勢調査による人口の推移
| 2010年（平成22年） | 469人 | [ 6 ] |  |
| 2015年（平成27年） | 489人 | [ 7 ] |  |

## 小・中学校の学区
市立小・中学校に通う場合、学区は以下の通りとなる。
| 番・番地等 | 小学校             | 中学校             |
| ---------- | ------------------ | ------------------ |
| 全域       | 岡崎市立豊富小学校 | 岡崎市立額田中学校 |

## 歴史
額田郡鹿勝川村を前身とする。

### 沿革
- 2006年（平成18年）1月1日 - 岡崎市へ編入し、同市鹿勝川町となる[1]。

### 史跡
- 鹿勝川城跡

## 施設
- 慈雲院
- 秋葉社

## その他

### 日本郵便
- 郵便番号 : 444-3623[4]（集配局：額田郵便局[9]）。

## 参考資料
- 「角川日本地名大辞典」編纂委員会 編『角川日本地名大辞典 23 愛知県』角川書店、1989年3月8日。ISBN 4-04-001230-5。
- 有限会社平凡社地方資料センター 編『日本歴史地名体系第23巻 愛知県の地名』平凡社、1981年。ISBN 4-582-49023-9。

## 関連事項
- 岡崎市